# Meyerellidae
Meyerellidae är en familj av spindeldjur. Meyerellidae ingår i ordningen kvalster, klassen spindeldjur, fylumet leddjur och riket djur.
Kladogram enligt Dyntaxa:
| Meyerellidae | \| \| Pseudotriophtydeus \| \| \| \| \| \| Stenipedis \| \| \| \| \| \| Triophtydeus \| \| \| \| |
|              | \| \| Pseudotriophtydeus \| \| \| \| \| \| Stenipedis \| \| \| \| \| \| Triophtydeus \| \| \| \| |
|              | Pseudotriophtydeus                                                                               |
|              |                                                                                                  |
|              | Stenipedis                                                                                       |
|              |                                                                                                  |
|              | Triophtydeus                                                                                     |
|              |                                                                                                  |